# Aplocheilus blockii
El panchax verde es la especie Aplocheilus blockii, un pez de agua dulce de la familia de los aplocheílidos, en el orden de los ciprinodontiformes.

## Morfología
Los machos pueden alcanzar los 6 cm de longitud total.

## Distribución geográfica
Se encuentran en Asia: India, Pakistán y Sri Lanka.